# Mortzwiller
Mortzwiller (deutsch Morzweiler) ist eine ehemalige französische Gemeinde mit 339 Einwohnern (Stand: 1. Januar 2022) im Département Haut-Rhin in der Region Grand Est. Sie gehörte zum Arrondissement Thann-Guebwiller und zum Kanton Masevaux.
Mit Wirkung vom 1. Januar 2016 wurden die früheren Gemeinden Soppe-le-Haut und Mortzwiller zu einer Commune nouvelle mit dem Namen Le Haut Soultzbach zusammengelegt.

## Geografie
Mortzwiller liegt jeweils rund 20 Kilometer westlich von Mülhausen und nordöstlich von Belfort im Sundgau an der Ostseite eines bewaldeten Höhenzugs der Vogesen, der hier weitgehend mit der politischen Grenze zwischen den Regionen Grand Est und Bourgogne-Franche-Comté und auch mit der traditionellen Sprachgrenze zusammenfällt.
Das Straßendorf liegt im Tal des Soultzbach und ist im Norden, Westen und Süden vom Staatswald Forêt domaniale de Masevaux umgeben. Am südlichen Rand des Dorfs befindet sich der Étang du Vieux Moulin, ein Teich im Privatbesitz eines Anglerverbands.

## Geschichte
Die Geschichte des Dorfs ist eng mit der des Tals des Soultzbach verbunden. Es wurde 1234 von der Pest heimgesucht, 1376 von englischen Truppen und 1444 von den Armagnacs zerstört.
Der Name geht möglicherweise auf den Vornamen Moritz zurück und ist 1455 im Urteilsspruch eines Ritters belegt, als das Dorf schon damals eine Gemeinschaft mit dem unmittelbar benachbarten Niedersulzbach bildete.
Als Teil der Herrschaft Thann gehörte das Dorf seit 1324 durch Heirat der Johanna von Pfirt den Habsburgern und kam 1648 mit dem Westfälischen Frieden zu Frankreich.
Jean Baptiste Joseph Gobel besaß im 18. Jahrhundert ein kleines Schloss in Mortzwiller.

## Bevölkerungsentwicklung
| Jahr      | 1962 | 1968 | 1975 | 1982 | 1990 | 1999 | 2007 |
| Einwohner | 92   | 126  | 134  | 170  | 194  | 252  | 310  |

## Infrastruktur
Mortzwiller ist durch die Départementsstraße D14b erschlossen. Die nächste Autobahn ist die Autoroute A36 mit Verbindungen in Richtung Mülhausen und Belfort.